# Kamerun na Mistrzostwach Świata w Lekkoatletyce 2011
Kamerun na Mistrzostwach Świata w Lekkoatletyce 2011 reprezentowany był przez dwóch zawodników.

## Występy reprezentantów Kamerunu

### Mężczyźni

#### Konkurencje techniczne
| Konkurencja | Zawodnik           | Eliminacje | Eliminacje | Finał    | Finał   |
| Konkurencja | Zawodnik           | Rezultat   | Pozycja    | Rezultat | Pozycja |
| ----------- | ------------------ | ---------- | ---------- | -------- | ------- |
| Trójskok    | Hugo Mamba-Schlick | 16,15 m    | 21         |          |         |

### Kobiety

#### Konkurencje biegowe
| Konkurencja  | Zawodnik          | Runda 1  | Runda 1 | Runda 2  | Runda 2 | Półfinał | Półfinał | Finał    | Finał   |
| Konkurencja  | Zawodnik          | Rezultat | Pozycja | Rezultat | Pozycja | Rezultat | Pozycja  | Rezultat | Pozycja |
| ------------ | ----------------- | -------- | ------- | -------- | ------- | -------- | -------- | -------- | ------- |
| Bieg na 100m | Delphine Atangana | 11,57    | 1 Q     | 11,55    | 34      |          |          |          |         |